# 扎乌尔·库拉马戈梅多夫
扎乌尔·伊斯马图拉耶维奇·库拉马戈梅多夫（俄语：Зау́р Исматула́евич Курамагоме́дов，1988年3月30日—）是一名俄罗斯古典式摔跤运动员，2012年奥运会古典式摔跤铜牌获得者。俄罗斯荣誉体育大师。他的父亲是阿瓦尔人，他的母亲是巴尔卡尔人。